# Ext (Mathematik)
Ext ist ein Bifunktor, der in der homologischen Algebra eine zentrale Rolle spielt.

## Definition
Sei {\displaystyle {\mathcal {A}}} eine abelsche Kategorie, zum Beispiel die Kategorie der Moduln eines Ringes, die nach dem Einbettungssatz von Mitchell das Standardbeispiel ist. Zu zwei Objekten {\displaystyle X} und {\displaystyle Z} aus {\displaystyle {\mathcal {A}}} sei {\displaystyle {\mathcal {E}}} die Klasse der kurzen exakten Sequenzen der Form 
{\displaystyle 0\rightarrow X\rightarrow Y\rightarrow Z\rightarrow 0.}
Auf {\displaystyle {\mathcal {E}}} wird nun eine Äquivalenzrelation definiert. Zwei exakte Sequenzen {\displaystyle 0\rightarrow X\rightarrow Y\rightarrow Z\rightarrow 0} und {\displaystyle 0\rightarrow X\rightarrow Y'\rightarrow Z\rightarrow 0} sind äquivalent, wenn es einen Morphismus {\displaystyle g\colon Y\to Y'} gibt, so dass das Diagramm 
{\displaystyle {\begin{matrix}0&\to &X&\to &Y&\to &Z&\to &0\\&&\downarrow \operatorname {id} &&\downarrow g&&\downarrow \operatorname {id} \\0&\to &X&\to &Y'&\to &Z&\to &0\end{matrix}}}
kommutiert. Dabei ist {\displaystyle \operatorname {id} } der identische Morphismus.
Aus dem Fünferlemma folgt sofort, dass wenn es solch einen Morphismus {\displaystyle g} gibt, dieser ein Isomorphismus sein muss. Die Klasse {\displaystyle {\mathcal {E}}} modulo dieser Äquivalenzrelation ist eine Menge und wird mit {\displaystyle \mathrm {Ext} (Z,X)} bezeichnet. Auf dieser Menge lässt sich eine Gruppenstruktur definieren.

## Funktorialität
Morphismen in der abelschen Kategorie induzieren auf folgende Weise Morphismen zwischen den Ext-Gruppen, so dass {\displaystyle \mathrm {Ext} } zu einem zweistelligen Funktor wird.
Zu {\displaystyle g\colon X\to X'} und der Sequenz {\displaystyle 0\rightarrow X\rightarrow Y\rightarrow Z\rightarrow 0} kann man den Push-out bilden:
{\displaystyle {\begin{matrix}0&\to &X&\to &Y&\to &Z&\to &0\\&&\downarrow g&&\downarrow &&\\0&\to &X'&\to &Y'\end{matrix}}}
Wegen der universellen Eigenschaft des Push-outs gibt es einen induzierten Epimorphismus von Y' nach Z, so dass das folgende Diagramm kommutiert:
{\displaystyle {\begin{matrix}0&\to &X&\to &Y&\to &Z&\to &0\\&&\downarrow g&&\downarrow &&\downarrow \operatorname {id} \\0&\to &X'&\to &Y'&\to &Z&\to &0\end{matrix}}}
Dabei ist die untere Zeile ebenfalls exakt und ihre Äquivalenzklasse somit ein Element in {\displaystyle \mathrm {Ext} (Z,X')}.
Bildet man die Äquivalenzklasse von {\displaystyle 0\rightarrow X\rightarrow Y\rightarrow Z\rightarrow 0} auf die Äquivalenzklasse von {\displaystyle 0\rightarrow X'\rightarrow Y'\rightarrow Z\rightarrow 0} ab, so erhält man einen wohldefinierten Gruppenhomomorphismus {\displaystyle \mathrm {Ext} (Z,X)\rightarrow \mathrm {Ext} (Z,X')}.
Dual funktioniert das auch mit Morphismen von Z' nach Z. Zu {\displaystyle g\colon Z'\to Z} und der Sequenz {\displaystyle 0\rightarrow X\rightarrow Y\rightarrow Z\rightarrow 0} kann man folgenden Pull-back bilden:
{\displaystyle {\begin{matrix}&&&&Y'&\to &Z'&\to &0\\&&&&\downarrow &&\downarrow g\\0&\to &X&\to &Y&\to &Z&\to &0\end{matrix}}.}
Wegen der universellen Eigenschaft des Pull-backs gibt es einen induzierten Monomorphismus von X nach Y', so dass das folgende Diagramm kommutiert:
{\displaystyle {\begin{matrix}0&\to &X&\to &Y'&\to &Z'&\to &0\\&&\downarrow \operatorname {id} &&\downarrow &&\downarrow g\\0&\to &X&\to &Y&\to &Z&\to &0\end{matrix}}}
Dabei ist die obere Zeile ebenfalls exakt und definiert somit ein Element in {\displaystyle \mathrm {Ext} (Z',X)}.
Bildet man die Äquivalenzklasse von {\displaystyle 0\rightarrow X\rightarrow Y\rightarrow Z\rightarrow 0} auf die Äquivalenzklasse von {\displaystyle 0\rightarrow X\rightarrow Y'\rightarrow Z'\rightarrow 0} ab, so erhält man wieder einen wohldefinierten Gruppenhomomorphismus {\displaystyle \mathrm {Ext} (Z,X)\rightarrow \mathrm {Ext} (Z',X)}.

## Ext als Ableitung des Hom-Funktors
Eine andere Möglichkeit der Definition verwendet die abgeleiteten Funktoren von Hom. Die oben definierte Konstruktion kann mit der ersten Rechtsableitung des Hom-Funktors identifiziert werden. 
Genauer betrachtet man eine abelsche Kategorie mit ausreichend vielen projektiven Objekten (d. h. jedes Objekt ist Quotient eines projektiven Objektes) den kontravarianten Funktor {\displaystyle \mathrm {Hom} (-,X)} und definiert
{\displaystyle \mathrm {Ext} ^{n}(Z,X):=R_{n}\mathrm {Hom} (-,X)(Z)},
das heißt man bildet die {\displaystyle n}-te Rechtsableitung von {\displaystyle \mathrm {Hom} (-,X)} und wendet den so entstandenen Funktor auf {\displaystyle Z} an.
Etwas konkreter bedeutet das folgendes: Es sei {\displaystyle n\geq 1} und 
{\displaystyle {\begin{array}{ccccc}\ldots \rightarrow &P_{n}&\rightarrow &P_{n-1}&\rightarrow \ldots \rightarrow Z\rightarrow 0\\&\lambda _{n}\downarrow &\nearrow \kappa _{n}\\&K_{n}\end{array}}}
eine projektive Auflösung von {\displaystyle Z} mit einem Epimorphismus {\displaystyle \lambda _{n}:P_{n}\rightarrow K_{n}} und einem Monomorphismus {\displaystyle \kappa _{n}:K_{n}\rightarrow P_{n-1}}, so dass {\displaystyle (P_{n}\rightarrow P_{n-1})=\kappa _{n}\circ \lambda _{n}}. 
Weiter sei {\displaystyle \kappa _{n}^{*}=\mathrm {Hom} (\kappa _{n},X)} der induzierte Homomorphismus 
{\displaystyle \kappa _{n}^{*}:\mathrm {Hom} (P_{n-1},X)\rightarrow \mathrm {Hom} (K_{n},X),\,f\mapsto f\circ \kappa _{n}}.
Dann ist
{\displaystyle \mathrm {Ext} ^{n}(Z,X)\cong \mathrm {coker} (\kappa _{n}^{*})=\mathrm {Hom} (K_{n},X)/\kappa _{n}^{*}(\mathrm {Hom} (P_{n-1},X))}.
Die Elemente aus {\displaystyle \mathrm {Ext} ^{n}(Z,X)} sind also gewisse Äquivalenzklassen von Elementen aus {\displaystyle \mathrm {Hom} (K_{n},X)}.
Schließlich sei darauf hingewiesen, dass man die Rollen von {\displaystyle X} und {\displaystyle Z} auch vertauschen kann, man erhält
{\displaystyle \mathrm {Ext} ^{n}(Z,X)\cong R_{n}\mathrm {Hom} (Z,-)(X)}.

## Zusammenhang zwischen Ext und Ext1
In diesem Abschnitt soll erläutert werden, wie die oben definierten Konstrukte {\displaystyle \mathrm {Ext} } und {\displaystyle \mathrm {Ext} ^{1}} zusammenhängen. Wir konstruieren eine Abbildung {\displaystyle \mathrm {Ext} (Z,X)\rightarrow \mathrm {Ext} ^{1}(Z,X)}. 
Sei {\displaystyle 0\rightarrow X\rightarrow Y\rightarrow Z\rightarrow 0} eine kurze exakte Sequenz, die ein Element aus {\displaystyle \mathrm {Ext} (Z,X)} definiert. Weiter sei {\displaystyle 0\rightarrow K\rightarrow P\rightarrow Z\rightarrow 0} eine kurze exakte Sequenz mit projektivem {\displaystyle P}. Mittels der Projektivität von {\displaystyle P} kann man ein kommutatives Diagramm
{\displaystyle {\begin{array}{ccccccc}0\rightarrow &K&\rightarrow &P&\rightarrow &Z&\rightarrow 0\\&\downarrow \psi &&\downarrow \varphi &&\Vert \\0\rightarrow &X&\rightarrow &Y&\rightarrow &Z&\rightarrow 0\end{array}}}
konstruieren. 
Dann ist {\displaystyle \psi \in \mathrm {Hom} (K,X)} ein Homomorphismus, dessen Äquivalenzklasse nach obiger Darstellung von {\displaystyle \mathrm {Ext} ^{n}(Z,X)} ein Element aus {\displaystyle \mathrm {Ext} ^{1}(Z,X)} definiert. 
Bildet man die Äquivalenzklasse von {\displaystyle 0\rightarrow X\rightarrow Y\rightarrow Z\rightarrow 0} in {\displaystyle \mathrm {Ext} (Z,X)} auf die Äquivalenzklasse von {\displaystyle \psi } in {\displaystyle \mathrm {Ext} ^{1}(Z,X)} ab, so erhält man eine wohldefinierte Abbildung {\displaystyle \mathrm {Ext} (Z,X)\rightarrow \mathrm {Ext} ^{1}(Z,X)}, von der man zeigen kann, dass es sich um einen Gruppenisomorphismus handelt.
Daher kann man {\displaystyle \mathrm {Ext} } mit {\displaystyle \mathrm {Ext} ^{1}} identifizieren, das heißt {\displaystyle \mathrm {Ext} } kann in diesem Sinne als erste Rechtsableitung des {\displaystyle \mathrm {Hom} }-Funktors definiert werden.

## Lange exakte Sequenz
Der Hom-Funktor ist linksexakt, das heißt für eine kurze exakte Sequenz
{\displaystyle 0\rightarrow X\rightarrow Y\rightarrow Z\rightarrow 0}
und ein weiteres Objekt (Modul) {\displaystyle A} hat man eine exakte Sequenz
{\displaystyle 0\rightarrow \mathrm {Hom} (A,X)\rightarrow \mathrm {Hom} (A,Y)\rightarrow \mathrm {Hom} (A,Z)},
und diese lässt sich im Allgemeinen nicht exakt mit 0 fortsetzen. 
Wegen der Linksexaktheit stimmt die 0-te Ableitung des Hom-Funktors mit Hom überein, das heißt, wenn man obige Definition von {\displaystyle \mathrm {Ext} ^{n}} auf {\displaystyle n=0} ausdehnt, so hat man {\displaystyle \mathrm {Ext} ^{0}=\mathrm {Hom} }. 
Die lange exakte Sequenz für abgeleitete additive Funktoren liefert daher die folgende exakte Sequenz
{\displaystyle 0\rightarrow \mathrm {Hom} (A,X)\rightarrow \mathrm {Hom} (A,Y)\rightarrow \mathrm {Hom} (A,Z)}
{\displaystyle \rightarrow \mathrm {Ext} ^{1}(A,X)\rightarrow \mathrm {Ext} ^{1}(A,Y)\rightarrow \mathrm {Ext} ^{1}(A,Z)\rightarrow \mathrm {Ext} ^{2}(A,X)\rightarrow \ldots }.
Analog erhält man eine lange exakte Sequenz
{\displaystyle 0\rightarrow \mathrm {Hom} (Z,A)\rightarrow \mathrm {Hom} (Y,A)\rightarrow \mathrm {Hom} (X,A)}
{\displaystyle \rightarrow \mathrm {Ext} ^{1}(Z,A)\rightarrow \mathrm {Ext} ^{1}(Y,A)\rightarrow \mathrm {Ext} ^{1}(X,A)\rightarrow \mathrm {Ext} ^{2}(Z,A)\rightarrow \ldots }.
In diesem Sinne schließen die Ext-Funktoren die durch die fehlende Exaktheit des Hom-Funktors entstandene Lücke.